# Antiochos (Sohn des Phintas)
Antiochos (altgriechisch Ἀντίοχος Antíochos; † 745 v. Chr.) war gemäß Pausanias der Sohn des messenischen Königs Phintas aus dem Geschlecht der Aipytiden. Nach dem Tode seines Vaters übernahm er zusammen mit seinem Bruder Androkles die Herrschaft in Messenien.
Im Jahre 746 v. Chr. kam es zu erheblichen Spannungen zwischen den Messeniern und Sparta, das die Auslieferung des messenischen Mörders Polychares verlangte. Besagter Polychares erschlug aus Rache für seinen getöteten Sohn jeden Spartaner, dem er begegnete. Die Messenier riefen eine Volksversammlung ein. Während Antiochos gegen die Auslieferung des Mörders war, plädierte sein Bruder dafür. Während der Verhandlung griffen die Anhänger von Antiochos ihre Gegner an, wobei Androkles getötet wurde. Antiochos selbst starb wenige Monate später und ihm folgte in der Herrschaft sein Sohn Euphaes.
Die Historizität der literarisch ausgeschmückten Ereignisse wird in der Forschung kritisch bewertet und die bei Pausanias angegebenen Datumsangaben gelten als unkorrekt und sollten etwa 40 Jahr später angesetzt werden.